# Flex
Flex (denominació social, Flex Equipos de descanso, S.A.) és un fabricant espanyol d'articles de descans com matalassos, bases, somiers, canapès i coixins.
Flex va ser creada per Andrés Lucia Borge en un petit taller de reparació de somiers a Saragossa, l'any 1912. L'empresa va anar creixent, fins a arribar a liderar el mercat estatal durant la dècada del 1960. Tot i així, durant la dècada del 1990 la seva quota de mercat va baixar fins al 20%, i no va ser fins a començaments de la dècada del 2000 que les seves vendes van aconseguir remuntar. L'any 2000 Flex va començar a reduir el nombre de plantes, que va passar de 17 a cinc, i es van especialitzar per segments de producte; la de Salamanca va elaborar articles d'hospitals i geriatria, les de Barcelona i Madrid productes de gamma alta i la de Sevilla de gamma mitjana. Alhora, va iniciar una expansió internacional.
El novembre de 2007 l'empresa va tancar les seves fàbriques d'Agoncillo (La Rioja), i en va traslladar l'activitat a les d'Alcalá de Guadaíra (Sevilla) i Getafe (Madrid). El mateix mes va cessar també la producció de la d'Esparreguera (Baix Llobregat), que va es mantenir com magatzem, i va continuar l'activitat de venda i atenció al client, i Flex va recol·locar els treballadors en d'altres plantes de la companyia, principalment les de Madrid i Sevilla, però també les de Salamanca o Tenerife. L'any 2011 va tancar també la seva fàbrica de Sevilla i en va traslladar la producció a Porto (Portugal).